# Troène du Japon
Ligustrum japonicum
Espèce
Synonymes
- Ligustrum texanum
- Ligustrum coriaceum

Le troène du Japon (Ligustrum japonicum) est une espèce de plantes à fleurs de la famille des Oleaceae. C'est un arbuste originaire du sud du Japon (Honshū, Shikoku, Kyūshū, Okinawa) et de la Corée.

## Description

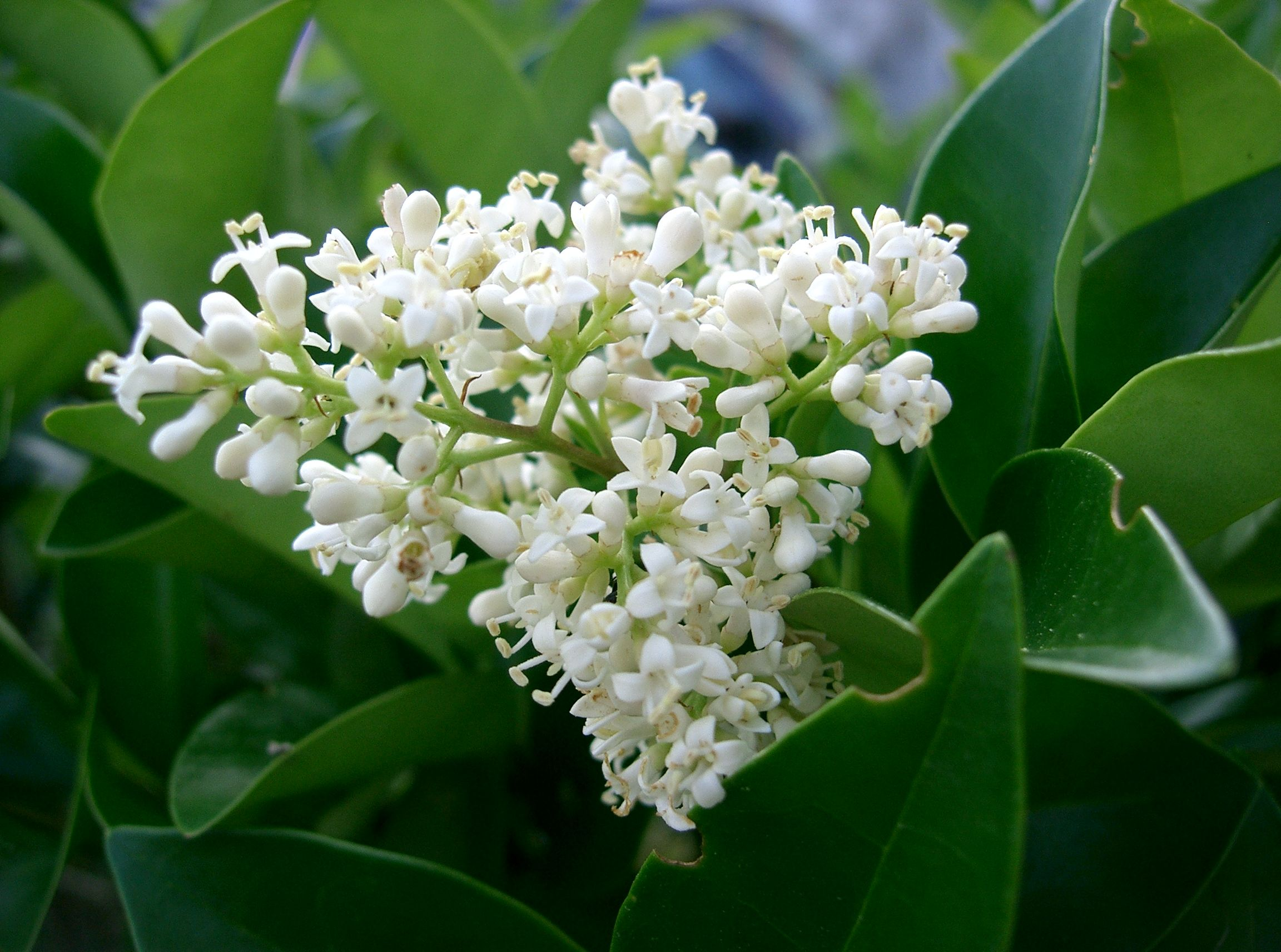
Fleurs de troène du Japon.

Il s'agit d'un arbuste ou d'un petit arbre pouvant mesurer jusqu'à 6 mètres de hauteur[réf. nécessaire] à l'écorce gris-beige.
Ses feuilles coriaces persistantes de couleur vert foncé brillant sont opposées et mesurent 5 à 10 cm de long sur 2 à 5 cm de large[réf. nécessaire].
Les fleurs de couleur blanche, avec une corolle à quatre lobes de 5-6 mm de long[réf. nécessaire] poussent en grappes de 7 à 15 cm de long[réf. nécessaire] au début de l'été. Elles ont un parfum souvent peu apprécié et produisent de grandes quantités de pollen.
Le fruit est une drupe ovale, de 10 mm de long[réf. nécessaire] d'abord verte puis virant au noir violet avec une pruine cireuse au début de l'hiver.
L'espèce est étroitement liée à l'espèce chinoise Ligustrum lucidum, mais est plus petite (L. lucidum peut faire un arbre de plus de 10 m de hauteur). Pour les différencier, plier une feuille en deux. Si elle casse, c’est un japonicum sinon c’est un lucidum[réf. nécessaire].

## Culture

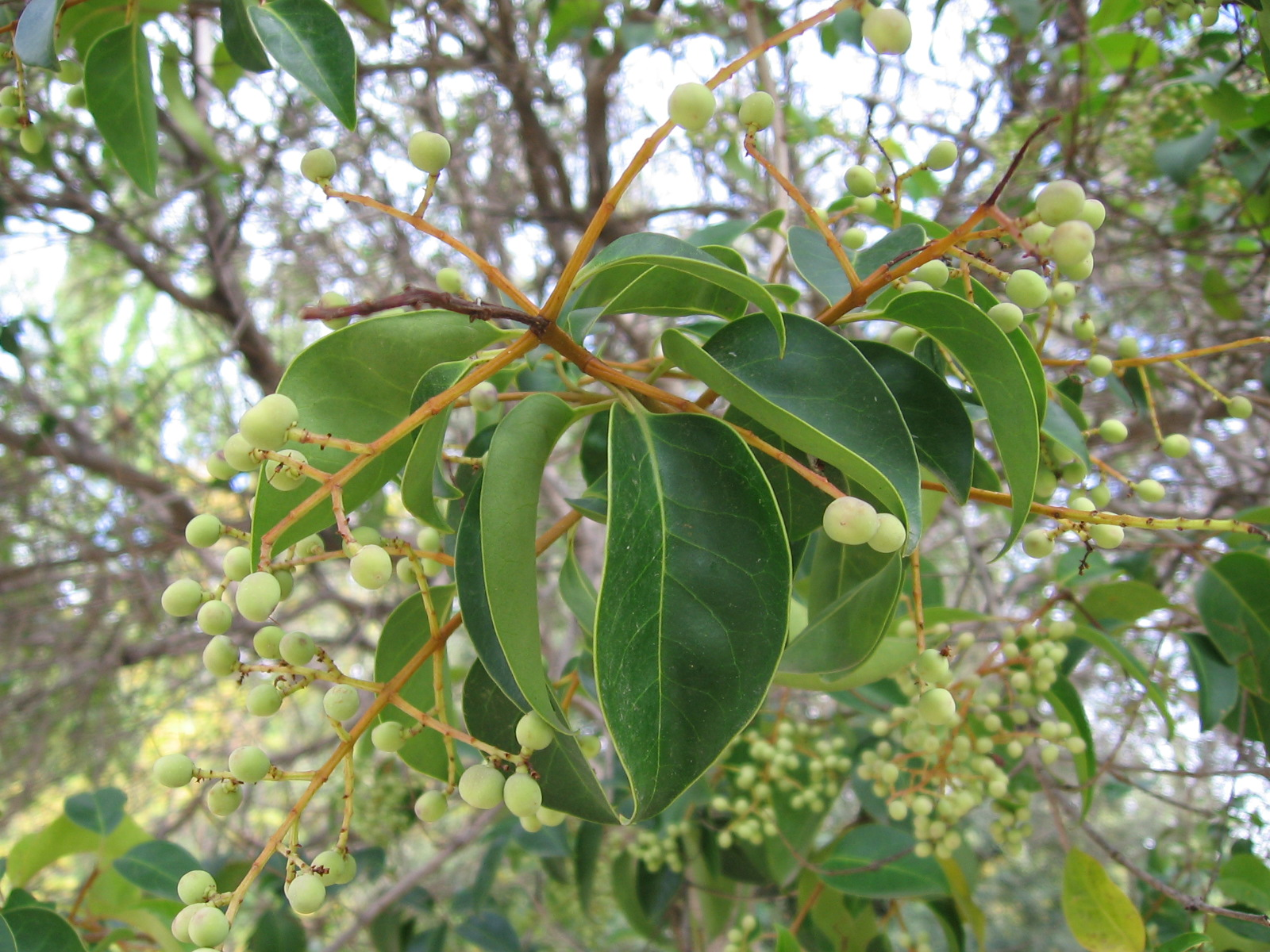
Feuilles et fruits de la variété Ligustrum japonicum var. japonicum.
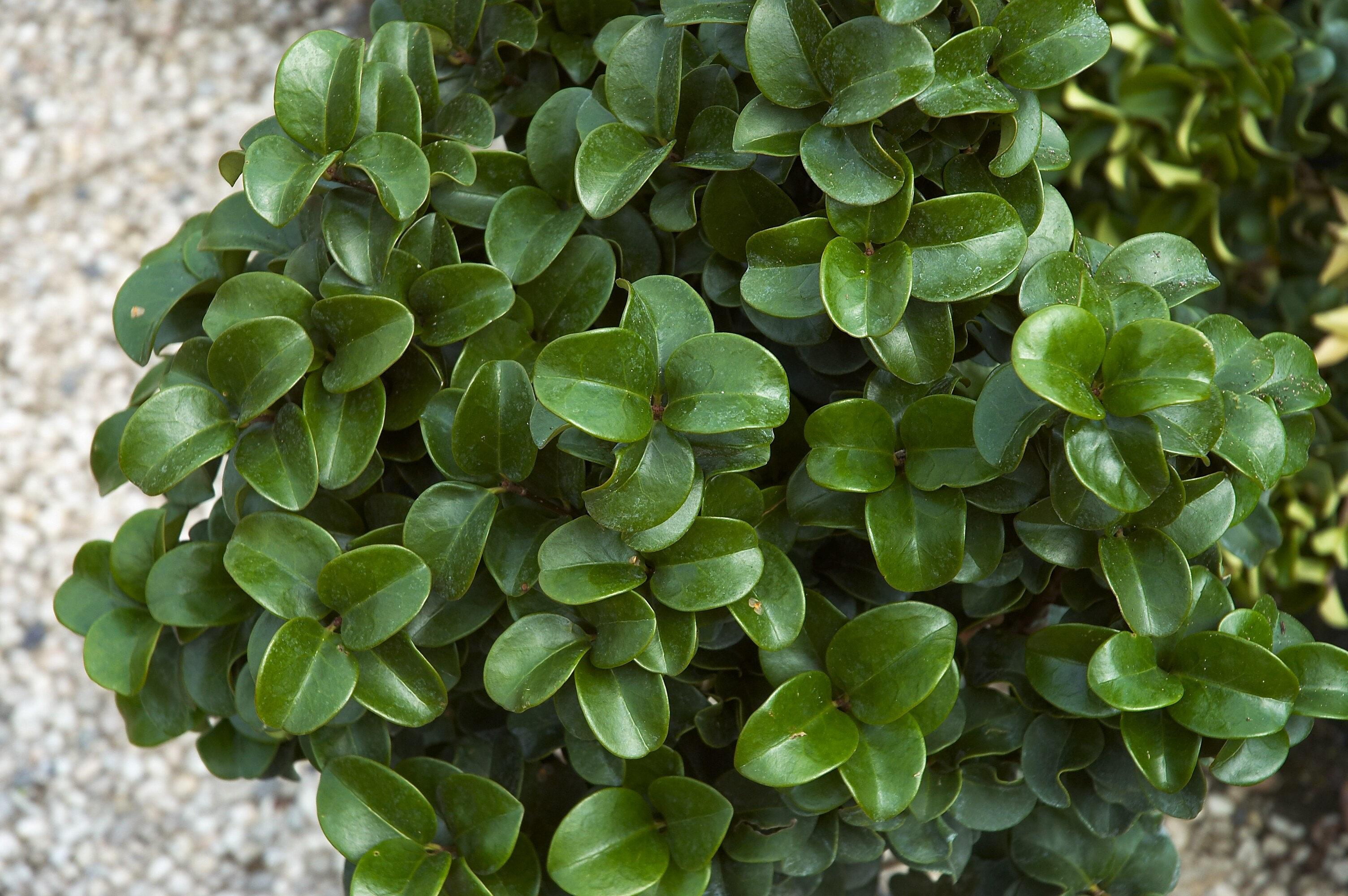
Feuilles de la variété Ligustrum japonicum var. rotundifolium.

Comme tous les troènes, l'espèce est gourmande en eau et nutriments et peut gêner la croissance des autres plantes poussant à proximité. Elle est peu sensible aux maladies et parasites.
Un certain nombre de cultivars a été sélectionné tel que 'Rotundifolium' (à feuilles coriaces presque aussi larges que longues et croissance lente), 'Silver Star' (à feuilles à bord de couleur crème), et 'Aureum' à feuilles dorées.
L'espèce se propage facilement par semis ou bouture et peut devenir envahissante. Elle pousse vite, supporte bien la taille et est souvent utilisée pour créer des topiaires.

## Utilisations

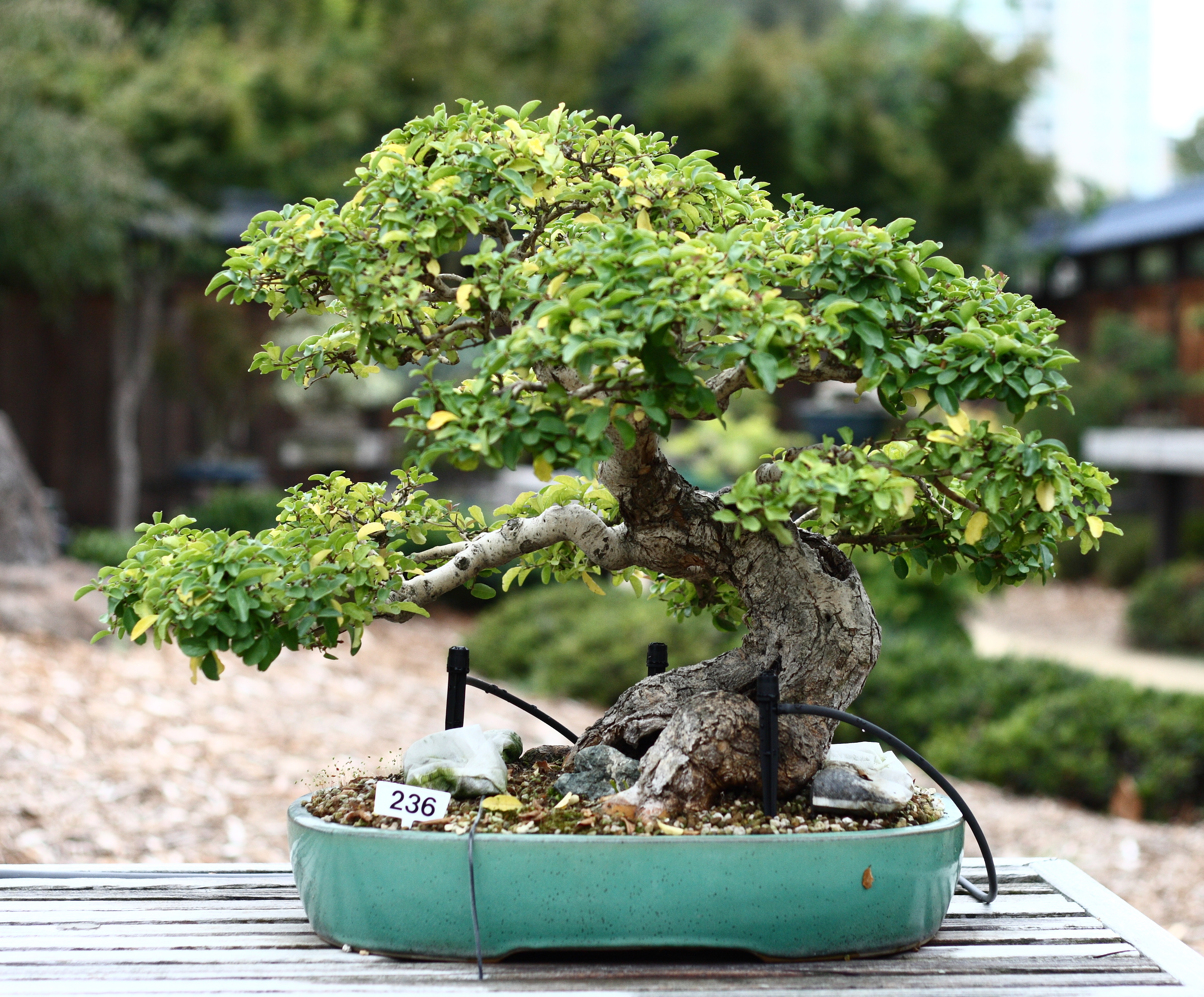
Troène du Japon en bonsaï.

Le fruit est utilisé dans les médicaments à base de plantes comme cardiotonique, diurétique, laxatif et traitement tonique[réf. nécessaire]. Cependant le troëne est en attente d'études de non toxicité en Europe et des laboratoires spécialisés en plantes médicinales ont pour le moment renoncé à l'utiliser, il est donc déconseillé d'en consommer.
Il est parfois cultivé comme plante ornementale ou pour la composition de haies en Europe et en Amérique du Nord dans les régions à hiver doux car il supporte mal le gel.